# Lystäyssaari
Lystäyssaari är en ö i Finland. Den ligger i sjön Honkanen och i kommunen Kuhmois i landskapet Mellersta Finland, i den södra delen av landet, 160 km norr om huvudstaden Helsingfors. Öns area är 0,2 hektar och dess största längd är 90 meter i sydöst-nordvästlig riktning.